# Lista de asteroides notáveis
Este artigo lista é uma coleção de listas de asteroides do Sistema Solar que são excepcionais de alguma forma, como seu tamanho ou órbita. Para os propósitos deste artigo, "asteroide" refere-se a planetas menores fora da órbita de Netuno, e inclui o planeta anão 1 Ceres, os troianos de Júpiter e os centauros, mas não objetos transnetunianos (objetos no cinturão de Kuiper, disco ou nuvem de Oort interna). Para uma lista completa de planetas menores em ordem numérica, veja Lista de planetas menores.

## Antecedentes
Os asteroides recebem números de planetas menores, mas nem todos os planetas menores são asteroides. Números de planetas menores também são dados a objetos do cinturão de Kuiper, que é semelhante ao cinturão de asteroides, mas mais distante (cerca de 30-60 UA), enquanto os asteroides estão principalmente entre 2-3 UA do Sol e na órbita de Júpiter 5 UA do Sol. Além disso, os cometas não são normalmente incluídos em números de planetas menores e têm suas próprias convenções de nomenclatura.
Os asteroides recebem um número de identificação sequencial exclusivo, uma vez que sua órbita é determinada com precisão. Antes disso, eles são conhecidos apenas por seu nome sistemático ou designação provisória, como 1950 DA.

## Características físicas

### Maior por diâmetro
Estimar os tamanhos dos asteroides a partir de observações é difícil devido às suas formas irregulares, albedo variável e pequeno diâmetro angular. Observações do Very Large Telescope da maioria dos grandes asteroides foram publicadas em 2019-2021.
| Nome                                                                                | Imagem                                                                              | Diâmetro (km) (média geométrica)                                                    | Dimensões (km)                                                                      | Distância média do Sol (em UA) | Data de descoberta      | Descobridor      | Classe | Localização            |
| ----------------------------------------------------------------------------------- | ----------------------------------------------------------------------------------- | ----------------------------------------------------------------------------------- | ----------------------------------------------------------------------------------- | ------------------------------ | ----------------------- | ---------------- | ------ | ---------------------- |
| 1 Ceres                                                                             |                                                                                     | 939.4±0.2                                                                           | 964.4 × 964.2 × 891.8                                                               | 2.766                          | 1 de janeiro de 1801    | Piazzi, G.       | G      | Cinturão de asteroides |
| 4 Vesta                                                                             |                                                                                     | 525.4±0.2                                                                           | 572.6 × 557.2 × 446.4 ± 0.2                                                         | 2.362                          | 29 de março de 1807     | Olbers, H. W.    | V      | Cinturão de asteroides |
| 2 Pallas                                                                            |                                                                                     | 511±4                                                                               | 568×530×450                                                                         | 2.773                          | 28 de março de 1802     | Olbers, H. W.    | B      | Cinturão de asteroides |
| 10 Hígia                                                                            |                                                                                     | 433±8                                                                               | 450×430×424                                                                         | 3.139                          | 12 de abril de 1849     | de Gasparis, A.  | C      | Cinturão de asteroides |
| 704 Interamnia                                                                      |                                                                                     | 332±5                                                                               | 362×348×310                                                                         | 3.062                          | 2 de outubro de 1910    | Cerulli, V.      | F      | Cinturão de asteroides |
| 52 Europa                                                                           |                                                                                     | 319±4                                                                               | 378×336×255                                                                         | 3.095                          | 4 de fevereiro de 1858  | Goldschmidt, H.  | C      | Cinturão de asteroides |
| 511 Davida                                                                          |                                                                                     | 298±4                                                                               | 359×293×253                                                                         | 3.168                          | 30 de maio de 1903      | Dugan, R. S.     | C      | Cinturão de asteroides |
| 87 Sílvia                                                                           |                                                                                     | 274±4                                                                               | 363×249×191 ou 374×248×194                                                          | 3.485                          | 16 de maio de 1866      | Pogson, N. R.    | X      | Cinturão de asteroides |
| 15 Eunômia                                                                          |                                                                                     | 270±3                                                                               | 357×255×212                                                                         | 2.643                          | 29 de julho de 1851     | de Gasparis, A.  | S      | Cinturão de asteroides |
| 31 Eufrosina                                                                        |                                                                                     | 268±4                                                                               | 294×280×248                                                                         | 3.149                          | 1 de setembro de 1854   | Ferguson, J.     | C      | Cinturão de asteroides |
| 624 Hektor                                                                          |                                                                                     | 256±12?                                                                             | 403 × 201                                                                           | 5.235                          | 10 de fevereiro de 1907 | Kopff, A.        | D      | Troianos de Júpiter    |
| 3 Juno                                                                              |                                                                                     | 254±2                                                                               | 288×250×225                                                                         | 2.672                          | 1 de setembro de 1804   | Harding, K. L.   | S      | Cinturão de asteroides |
| 107 Camila                                                                          |                                                                                     | 254±12                                                                              |                                                                                     | 3.476                          | 17 de novembro de 1868  | Pogson, N. R.    | C      | Cinturão de asteroides |
| 65 Cibele                                                                           |                                                                                     | 237±4 ?                                                                             |                                                                                     | 3.439                          | 8 de março de 1861      | Tempel, E. W.    | C      | Cinturão de asteroides |
| 451 Patientia                                                                       |                                                                                     | 234±10                                                                              |                                                                                     | 3.059                          | 4 de dezembro de 1899   | Charlois, A.     |        | Cinturão de asteroides |
| 324 Bamberga                                                                        |                                                                                     | 227±3                                                                               | 234×224×225                                                                         | 2.684                          | 25 de fevereiro de 1892 | Palisa, J.       | C      | Cinturão de asteroides |
| 16 Psique                                                                           |                                                                                     | 223±3                                                                               | 279×232×189 ± 10%                                                                   | 2.924                          | 17 de março de 1852     | de Gasparis, A.  | M      | Cinturão de asteroides |
| 88 Tisbe                                                                            |                                                                                     | 218±3                                                                               | 255×232×193                                                                         | 2.769                          | 15 de junho de 1866     | Peters, C. H. F. | B      | Cinturão de asteroides |
| 48 Dóris                                                                            |                                                                                     | 215±3                                                                               | 257×211×185                                                                         | 3.108                          | 19 de setembro de 1857  | Goldschmidt, H.  | C      | Cinturão de asteroides |
| 19 Fortuna                                                                          |                                                                                     | 211±2                                                                               | 225×205×195                                                                         | 2.442                          | 22 de agosto de 1852    | Hind, J. R.      | G      | Cinturão de asteroides |
| 24 Têmis                                                                            |                                                                                     | 208±3                                                                               | 232×220×176                                                                         | 3.136                          | 5 de abril de 1853      | de Gasparis, A.  | C      | Cinturão de asteroides |
| 29 Anfitrite                                                                        |                                                                                     | 204±2                                                                               | 222×209×183                                                                         | 2.554                          | 1 de março de 1854      | Marth, A.        | S      | Cinturão de asteroides |
| 13 Egéria                                                                           |                                                                                     | 202±3                                                                               | 238×199×182                                                                         | 2.576                          | 2 de novembro de 1850   | de Gasparis, A.  | G      | Cinturão de asteroides |
| 130 Electra                                                                         |                                                                                     | 199±2                                                                               | 262×205×164                                                                         | 3.127                          | 17 de fevereiro de 1873 | C. H. F. Peters  | Ch     | Cinturão de asteroides |
| 7 Íris                                                                              |                                                                                     | 199±10                                                                              | 268×234×180                                                                         | 2.386                          | 13 de agosto de 1847    | Hind, J. R.      | S      | Cinturão de asteroides |
| 423 Diotima                                                                         |                                                                                     | 209±5 ? (< 200 km)                                                                  |                                                                                     | 3.065                          | 7 de dezembro de 1896   | Charlois, A.     | C      | Cinturão de asteroides |
| 6 Hebe                                                                              |                                                                                     | 195±3                                                                               | 205x185x170                                                                         | 2.426                          | 1 de julho de 1847      | Hencke, K. L.    | S      | Cinturão de asteroides |
| 45 Eugenia                                                                          |                                                                                     | 188±2                                                                               | 252×191×138                                                                         | 2.720                          | 27 de junho de 1857     | Goldschmidt, H.  | F      | Cinturão de asteroides |
| 41 Dafne                                                                            |                                                                                     | 187±13                                                                              | 235×183×153                                                                         | 2.765                          | 22 de maio de 1856      | Goldschmidt, H.  | C      | Cinturão de asteroides |
| 9 Métis                                                                             |                                                                                     | 173±2                                                                               | 222×182×130                                                                         | 2.385                          | 25 de abril de 1848     | Graham, A.       | S      | Cinturão de asteroides |
| 532 Herculina                                                                       |                                                                                     | 168±1                                                                               |                                                                                     | 2.772                          | 20 de abril de 1904     | Wolf, M.         | S      | Cinturão de asteroides |
| 354 Eleonora                                                                        |                                                                                     | 165±3                                                                               | 191×162×144                                                                         | 2.798                          | 17 de janeiro de 1893   | Auguste Charlois | A      | Cinturão de asteroides |
| 128 Nêmesis                                                                         |                                                                                     | 163±5                                                                               | 178×163×147                                                                         | 2.751                          | 25 de novembro de 1872  | Watson, J. C.    | C      | Cinturão de asteroides |
| 94 Aurora                                                                           |                                                                                     | 205±4 ? (< 200 km)                                                                  | 225×173                                                                             | 3.160                          | 6 de setembro de 1867   | Watson, J. C.    | C      | Cinturão de asteroides |
| 375 Ursula                                                                          |                                                                                     | 192±4                                                                               |                                                                                     | 3.126                          | 18 de setembro de 1893  | Charlois, A.     |        | Cinturão de asteroides |
| 702 Alauda                                                                          |                                                                                     | 191±2                                                                               |                                                                                     | 3.195                          | 16 de julho de 1910     | Helffrich, J.    | C/B    | Cinturão de asteroides |
| 121 Hermione                                                                        |                                                                                     | 190±6                                                                               |                                                                                     | 3.457                          | 12 de maio de 1872      | Watson, J. C.    | C      | Cinturão de asteroides |
| 259 Aleteia                                                                         |                                                                                     | 190±7                                                                               |                                                                                     | 3.135                          | 28 de junho de 1886     | Peters, C. H. F. | C/P/X  | Cinturão de asteroides |
| 372 Palma                                                                           |                                                                                     | 189±3                                                                               |                                                                                     | 3.149                          | 19 de agosto de 1893    | Charlois, A.     | B      | Cinturão de asteroides |
| 120 Láquesis                                                                        |                                                                                     | 174±3                                                                               | 184x144                                                                             | 3.301                          | 10 de abril de 1872     | Borrelly, A.     | C      | Cinturão de asteroides |
| (Ressonância 4:1) [classificar por 'Distância média do Sol' para colocar na tabela] | (Ressonância 4:1) [classificar por 'Distância média do Sol' para colocar na tabela] | (Ressonância 4:1) [classificar por 'Distância média do Sol' para colocar na tabela] | (Ressonância 4:1) [classificar por 'Distância média do Sol' para colocar na tabela] | 2.06                           |                         |                  |        |                        |
| (Ressonância 3:1)                                                                   | (Ressonância 3:1)                                                                   | (Ressonância 3:1)                                                                   | (Ressonância 3:1)                                                                   | 2.50                           |                         |                  |        |                        |
| (Ressonância 5:2)                                                                   | (Ressonância 5:2)                                                                   | (Ressonância 5:2)                                                                   | (Ressonância 5:2)                                                                   | 2.82                           |                         |                  |        |                        |
| (Ressonância 7:3)                                                                   | (Ressonância 7:3)                                                                   | (Ressonância 7:3)                                                                   | (Ressonância 7:3)                                                                   | 2.95                           |                         |                  |        |                        |
| (Ressonância 2:1)                                                                   | (Ressonância 2:1)                                                                   | (Ressonância 2:1)                                                                   | (Ressonância 2:1)                                                                   | 3.27                           |                         |                  |        |                        |
| (Ressonância 1:1)                                                                   | (Ressonância 1:1)                                                                   | (Ressonância 1:1)                                                                   | (Ressonância 1:1)                                                                   | 5.20                           |                         |                  |        |                        |

O número de corpos cresce rapidamente à medida que o tamanho diminui. Com base nos dados do IRAS, existem cerca de 140 asteroides do cinturão principal com diâmetro superior a 120 km. Para obter uma lista mais completa, consulte Lista de objetos do Sistema Solar por tamanho.
O cinturão de asteroides interno (definido como a região interior à lacuna de Kirkwood 3:1 a 2,50 UA) tem poucos asteroides grandes. Das da lista acima, apenas 4 Vesta, 19 Fortuna, 6 Hebe, 7 Íris e 9 Métis orbitam lá. (Classifique a tabela por distância média)

### Mais massivo
Abaixo estão os dezesseis asteroides medidos mais massivos. 1 Ceres, com um terço da massa estimada do cinturão de asteroides, tem metade da massa dos próximos quinze juntos. As massas dos asteroides são estimadas a partir de perturbações que eles induzem nas órbitas de outros asteroides, exceto para asteroides que foram visitados por sondas espaciais ou têm uma lua observável, onde um cálculo de massa direto é possível. Diferentes conjuntos de observações astrométricas levam a diferentes determinações de massa; o maior problema é contabilizar as perturbações agregadas causadas por todos os asteroides menores.
| Nome           | Massa (×1018 kg) | Precisão                  | Proporção aproximada de todos os asteroides |
| -------------- | ---------------- | ------------------------- | ------------------------------------------- |
| 1 Ceres        | 938.35           | 0.001% (938.34–938.36)    | 39%                                         |
| 4 Vesta        | 259.076          | 0.0004% (259.075–259.077) | 10.8%                                       |
| 2 Palas        | 204              | 1.5% (201–207)            | 8.5%                                        |
| 10 Hígia       | 87               | 8% (80–94)                | 3.6%                                        |
| 704 Interamnia | 35               | 14% (30–40)               | 1.5%                                        |
| 15 Eunômia     | 30               | 6% (29–32)                | 1.3%                                        |
| 3 Juno         | 27               | 9% (25–29)                | 1.1%                                        |
| 511 Davida     | 27               | 27% (19–34)               | 1.1%                                        |
| 52 Europa      | 24               | 16% (20–28)               | 1.0%                                        |
| 16 Psique      | 23               | 13% (20–26)               | 1.0%                                        |
| 532 Herculina  | ≈ 23             | ?                         | ≈ 1%                                        |
| 31 Eufrosina   | 17               | 18% (14–19)               | 0.7%                                        |
| 87 Sílvia      | 14.76            | 0.4% (14.7–14.8)          | 0.6%                                        |
| 7 Íris         | 14               | 17% (11–16)               | 0.6%                                        |
| 29 Anfitrite   | 13               | 16% (11–15)               | 0.5%                                        |
| 6 Hebe         | 12               | 20% (10–15)               | 0.5%                                        |
| 88 Tisbe       | 12               | 20% (9–14)                | 0.5%                                        |
| 107 Camila     | 11               | 9% (9–11)                 | 0.5%                                        |
| 324 Bamberga   | 10               | 9% (9–11)                 | 0.4%                                        |
| Total          | 1781             | NA                        | 74%                                         |

As proporções assumem que a massa total do cinturão de asteroides é 2.39×1021 kg ou (12.4±1.0)×10−10 M☉. 
Fora dos quatro primeiros, a classificação de todos os asteroides é incerta, pois há muita sobreposição entre as estimativas.
Os maiores asteroides com uma massa medida com precisão, porque foram estudados pela sonda espacial Dawn, são 1 Ceres com uma massa de (939.3±0.5)×1018 kg, e 4 Vesta em (259.076±0.001)×1018 kg. O terceiro maior asteroide com uma massa medida com precisão, porque tem luas, é 87 Sílvia em (14.76±0.06)×1018 kg.
Para obter uma lista mais completa, consulte Lista de objetos do Sistema Solar por tamanho. Outros grandes asteroides, como o 423 Diotima, atualmente têm apenas massas estimadas.

### Mais brilhante visto da Terra
Apenas 4 Vesta é regularmente brilhante o suficiente para ser visto a olho nu. Sob condições ideais de visualização com céu muito escuro, um olho aguçado pode também ver 1 Ceres, bem como 2 Palas e 7 Íris em suas raras oposições perihelicas. Os asteroides a seguir podem atingir uma magnitude aparente mais brilhante ou igual aos +8.3 alcançados pela lua de Saturno Titã em seu ponto mais brilhante, que foi descoberto 145 anos antes do primeiro asteroide ser encontrado devido à sua proximidade com Saturno facilmente observado.
Nenhum dos asteroides na parte externa do cinturão de asteroides pode atingir esse brilho. Mesmo 10 Hígia e 704 Interamnia raramente atingem magnitudes acima de 10.0. Isso se deve às diferentes distribuições de tipos espectrais em diferentes seções do cinturão de asteroides: os asteroides de albedo mais alto estão todos concentrados mais próximos da órbita de Marte, e tipos C e D de albedo muito mais baixos são comuns no cinturão externo.
Aqueles asteroides com excentricidades muito altas só raramente atingem sua magnitude máxima, quando seu periélio está muito próximo de uma conjunção heliocêntrica com a Terra, ou (no caso de 99942 Apófis, (152680) 1998 KJ9, (153814) 2001 WN5 e 367943 Duende) quando o asteroide passa muito perto da Terra.
| Asteroide         | Magnitude quando mais brilhante | Semi-eixo maior (UA) | Excentricidade da órbita | Diâmetro (km) | Ano da descoberta |
| ----------------- | ------------------------------- | -------------------- | ------------------------ | ------------- | ----------------- |
| 99942 Apófis      | 3.4*                            | 0.922                | 0.191                    | 0.32          | 2004              |
| 4 Vesta           | 5.20                            | 2.361                | 0.089172                 | 529           | 1807              |
| 2 Palas           | 6.49                            | 2.773                | 0.230725                 | 544           | 1802              |
| 1 Ceres           | 6.65                            | 2.766                | 0.079905                 | 952           | 1801              |
| 7 Íris            | 6.73                            | 2.385                | 0.231422                 | 200           | 1847              |
| 433 Eros          | 6.8                             | 1.458                | 0.222725                 | 34 × 11 × 11  | 1898              |
| (153814) 2001 WN5 | 6.85                            | 1.711                | 0.467207                 | 0.93          | 2001              |
| 367943 Duende     | 7.04                            | 0.910                | 0.089319                 | 0.04 × 0.02   | 2012              |
| 6 Hebe            | 7.5                             | 2.425                | 0.201726                 | 186           | 1847              |
| 3 Juno            | 7.5                             | 2.668                | 0.258194                 | 233           | 1804              |
| 18 Melpomene      | 7.5                             | 2.296                | 0.218708                 | 141           | 1852              |
| (152680) 1998 KJ9 | 7.74                            | 1.448                | 0.639770                 | 0.5           | 1998              |
| 15 Eunômia        | 7.9                             | 2.643                | 0.187181                 | 268           | 1851              |
| 8 Flora           | 7.9                             | 2.202                | 0.156207                 | 128           | 1847              |
| 324 Bamberga      | 8.0                             | 2.682                | 0.338252                 | 229           | 1892              |
| 1036 Ganimedes    | 8.1                             | 2.6657               | 0.533710                 | 32            | 1924              |
| 9 Métis           | 8.1                             | 2.387                | 0.121441                 | 190           | 1848              |
| 192 Nausícaa      | 8.2                             | 2.404                | 0.246216                 | 103           | 1879              |
| 20 Massalia       | 8.3                             | 2.409                | 0.142880                 | 145           | 1852              |

* O 99942 Apófis só atingirá esse brilho em 13 de abril de 2029. Normalmente tem uma magnitude aparente de 20-22.

### Rotadores mais lentos
Esta lista contém os planetas menores conhecidos de rotação mais lenta com um período de pelo menos 1000 horas, ou 412⁄3 dias, enquanto a maioria dos corpos tem períodos de rotação entre 2 e 20 horas. Veja também Rotadores potencialmente lentos de planetas menores com um período insuficientemente preciso (U < 2).
| #   | Designação de planeta menor | Período de rotação (horas) | mag (Δ) | Qualidade (U) | Órbita ou família | Tipo espectral | Diâmetro (km) | Mag abs. (H) | Refs         |
| --- | --------------------------- | -------------------------- | ------- | ------------- | ----------------- | -------------- | ------------- | ------------ | ------------ |
| 1.  | (162058) 1997 AE12          | 1880                       | 0.6     | 2             | NEO               | S              | 0.782         | 17.9         | LCDB · Lista |
| 2.  | 846 Lipperta                | 1641                       | 0.30    | 2             | Têmis             | CBU:           | 52.41         | 10.26        | LCDB · Lista |
| 3.  | 2440 Educatio               | 1561                       | 0.80    | 2             | Flora             | S              | 6.51          | 13.1         | LCDB · Lista |
| 4.  | 912 Maritima                | 1332                       | 0.18    | 3−            | MBA (exterior)    | C              | 82.14         | 9.30         | LCDB · Lista |
| 5.  | 9165 Raup                   | 1320                       | 1.34    | 3−            | Hungaria          | S              | 4.62          | 13.60        | LCDB · Lista |
| 6.  | 1235 Schorria               | 1265                       | 1.40    | 3             | Hungaria          | CX:            | 5.04          | 13.10        | LCDB · Lista |
| 7.  | 50719 Elizabethgriffin      | 1256                       | 0.42    | 2             | Eunômia           | S              | 3.40          | 14.65        | LCDB · Lista |
| 8.  | (75482) 1999 XC173          | 1234.2                     | 0.69    | 2             | Vesta             | S              | 2.96          | 15.01        | LCDB · Lista |
| 9.  | 288 Glauke                  | 1170                       | 0.90    | 3             | MBA (exterior)    | S              | 32.24         | 10.00        | LCDB · Lista |
| 10. | (39546) 1992 DT5            | 1167.4                     | 0.80    | 2             | MBA (exterior)    | C              | 5.34          | 15.09        | LCDB · Lista |
| 11. | 496 Gryphia                 | 1072                       | 1.25    | 3             | Flora             | S              | 15.47         | 11.61        | LCDB · Lista |
| 12. | 4524 Barklajdetolli         | 1069                       | 1.26    | 2             | Flora             | S              | 7.14          | 12.90        | LCDB · Lista |
| 13. | 2675 Tolkien                | 1060                       | 0.75    | 2+            | Flora             | S              | 9.85          | 12.20        | LCDB · Lista |
| 14. | (219774) 2001 YY145         | 1007.7                     | 0.86    | 2             | MBA (interno)     | S              | 1.54          | 16.43        | LCDB · Lista |

### Rotadores mais rápidos
Esta lista contém os planetas menores de rotação mais rápida com um período inferior a 100 segundos, ou 0,027 horas. Corpos com período altamente incerto, com qualidade inferior a 2, são destacados em cinza escuro. Os corpos giratórios mais rápidos são todos objetos próximos da Terra não numerados (NEOs) com um diâmetro inferior a 100 metros (consulte a tabela).
Entre os planetas menores numerados com uma solução de período inequívoca estão (459872) 2014 EK24, um NEO pedregoso de 60 metros com um período de 352 segundos, bem como (335433) 2005 UW163 e (60716) 2000 GD65, dois cinturões principais asteroides, com um diâmetro de 0,86 e 2,25 quilômetros e um período de 1,29 e 1,95 horas, respectivamente (ver lista completa).
| #   | Designação de planeta menor | Período de rotação | Período de rotação | mag (Δ) | Qualidade (U) | Órbita ou família | Tipo espectral | Diâmetro (km) | Mag abs. (H) | Refs       |
| #   | Designação de planeta menor | (segundos)         | (horas)            | mag (Δ) | Qualidade (U) | Órbita ou família | Tipo espectral | Diâmetro (km) | Mag abs. (H) | Refs       |
| --- | --------------------------- | ------------------ | ------------------ | ------- | ------------- | ----------------- | -------------- | ------------- | ------------ | ---------- |
| 1.  | 2014 RC                     | 16                 | 0.004389           | 0.10    | n.a.          | NEO               | S              | 0.012         | 26.80        | LCDB · MPC |
| 2.  | 2015 SV6                    | 18                 | 0.00490            | 0.74    | 2             | NEO               | S              | 0.009         | 27.70        | LCDB · MPC |
| 3.  | 2010 JL88                   | 25                 | 0.0068295          | 0.52    | 3             | NEO               | S              | 0.013         | 26.80        | LCDB · MPC |
| 4.  | 2017 EK                     | 30                 | 0.0083             | 0.30    | 2             | NEO               | S              | 0.045         | 24.10        | LCDB · MPC |
| 5.  | 2010 WA                     | 31                 | 0.0085799          | 0.22    | 3             | NEO               | S              | 0.003         | 30.00        | LCDB · MPC |
| 6.  | 2017 UK8                    | 31                 | 0.0086309          | 1.30    | 3             | NEO               | S              | 0.007         | 28.20        | LCDB · MPC |
| 7.  | 2016 GE1                    | 34                 | 0.009438           | 0.13    | 2             | NEO               | S              | 0.014         | 26.60        | LCDB · MPC |
| 8.  | 2008 HJ                     | 43                 | 0.01185            | 0.80    | 3−            | NEO               | S              | 0.021         | 25.80        | LCDB · MPC |
| 9.  | 2009 TM8                    | 43                 | 0.012              | –       | n.a.          | NEO               | S              | 0.006         | 28.40        | LCDB · MPC |
| 10. | 2015 SU                     | 46                 | 0.0127             | 0.20    | 2−            | NEO               | S              | 0.025         | 25.40        | LCDB · MPC |
| 11. | 2010 SK13                   | 52                 | 0.0144             | –       | n.a.          | NEO               | S              | 0.01          | 27.40        | LCDB · MPC |
| 12. | 2009 BF2                    | 57                 | 0.01593            | 0.80    | 3             | NEO               | S              | 0.02          | 25.90        | LCDB · MPC |
| 13. | 2016 GS2                    | 66                 | 0.0182725          | 0.06    | 1             | NEO               | S              | 0.075         | 23.00        | LCDB · MPC |
| 14. | 2010 TG19                   | 70                 | 0.0193935          | 1.10    | 3             | NEO               | S              | 0.049         | 23.90        | LCDB · MPC |
| 15. | 2008 WA14                   | 70                 | 0.0195             | –       | n.a.          | NEO               | S              | 0.075         | 23.00        | LCDB · MPC |
| 16. | 2007 KE4                    | 77                 | 0.021408           | 0.38    | 3−            | NEO               | S              | 0.027         | 25.20        | LCDB · MPC |
| 17. | 2000 DO8                    | 78                 | 0.0217             | 1.39    | 3             | NEO               | S              | 0.037         | 24.54        | LCDB · MPC |
| 18. | 2014 GQ17                   | 78                 | 0.0217             | 0.08    | 2−            | NEO               | S              | 0.011         | 27.10        | LCDB · MPC |
| 19. | 2014 TV                     | 79                 | 0.02190            | 0.32    | 2             | NEO               | S              | 0.039         | 24.40        | LCDB · MPC |
| 20. | 2000 WH10                   | 80                 | 0.02221            | 0.66    | 3−            | NEO               | S              | 0.094         | 22.50        | LCDB · MPC |
| 21. | 2012 HG2                    | 82                 | 0.0227             | –       | n.a.          | NEO               | S              | 0.012         | 27.00        | LCDB · MPC |
| 22. | 2010 TD54                   | 83                 | 0.0229317          | 0.92    | 3             | NEO               | S              | 0.005         | 28.90        | LCDB · MPC |
| 23. | 2010 TS19                   | 83                 | 0.023              | –       | n.a.          | NEO               | S              | 0.022         | 25.70        | LCDB · MPC |
| 24. | 2009 UD                     | 84                 | 0.023246           | 0.66    | 2+            | NEO               | S              | 0.011         | 27.20        | LCDB · MPC |
| 25. | 2014 WB366                  | 86                 | 0.0238             | 0.46    | 2+            | NEO               | S              | 0.033         | 24.80        | LCDB · MPC |
| 26. | 2015 RF36                   | 90                 | 0.025              | 0.15    | 2             | NEO               | S              | 0.062         | 23.40        | LCDB · MPC |
| 27. | 2015 AK45                   | 93                 | 0.0258             | 0.24    | 2             | NEO               | S              | 0.016         | 26.40        | LCDB · MPC |
| 28. | 2010 XE11                   | 96                 | 0.0265846          | 0.50    | 3             | NEO               | S              | 0.075         | 23.00        | LCDB · MPC |
| 29. | 2000 UK11                   | 96                 | 0.026599           | 0.28    | 2             | NEO               | S              | 0.026         | 25.30        | LCDB · MPC |
| 30. | 2016 RB1                    | 96                 | 0.02674            | 0.18    | 2+            | NEO               | S              | 0.007         | 28.30        | LCDB · MPC |
| 31. | 2015 CM                     | 96                 | 0.0268             | 0.53    | 3−            | NEO               | S              | 0.018         | 26.10        | LCDB · MPC |
| 32. | 2008 TC3                    | 97                 | 0.0269409          | 1.02    | 3             | NEO               | F              | 0.004         | 30.90        | LCDB · MPC |

## Características orbitais

### Retrógrado
Planetas menores com inclinações orbitais maiores que 90° (a maior possível é 180°) orbitam em direção retrógrada. Em março de 2018, dos quase 800.000 planetas menores conhecidos, havia apenas 99 planetas menores retrógrados conhecidos (0.01% do total de planetas menores conhecidos). Em comparação, existem mais de 2.000 cometas com órbitas retrógradas. Isso torna os planetas menores retrógrados o grupo mais raro de todos. Asteroides de alta inclinação são ou cruzadores de Marte (possivelmente em processo de serem ejetados do Sistema Solar) ou damocloides. Alguns deles são capturados temporariamente em ressonância retrógrada com os gigantes gasosos.
| Designação de planeta menor | Inclinação (°) | Primeira observação/ data da descoberta | Código de condição | Obs. × arc | Comentário | Refs    |
| --------------------------- | -------------- | --------------------------------------- | ------------------ | ---------- | --- | ------- |
| 2017 UX51                   | 90.517°        | 27 de outubro de 2017                   | 0                  | 79254      | — | MPC     |
| 2018 SQ13                   | 90.973°        | 21 de setembro de 2018                  | 9 !                | 17407      | — | MPC     |
| 2015 TN178                  | 91.093°        | 8 de outubro de 2015                    | 0                  | 38805      | — | MPC     |
| 2005 SB223                  | 91.294°        | 30 de setembro de 2005                  | 1                  | 12200      | Tem uma órbita bem determinada | MPC     |
| 2014 MH55                   | 91.486°        | 29 de junho de 2014                     | 6                  | 96         | — | MPC     |
| 2010 EQ169                  | 91.607°        | 8 de março de 2010                      | ?                  | 15         | — | MPC     |
| 2015 RK245                  | 91.616°        | 13 de setembro de 2015                  | 0                  | 184680     | — | MPC     |
| 2016 TK2                    | 92.336°        | 13 de julho de 2016                     | 2                  | 6075       | — | MPC     |
| (518151) 2016 FH13          | 93.551°        | 29 de março de 2016                     | 0                  | 91561      | — | MPC     |
| 2014 PP69                   | 93.652°        | 5 de agosto de 2014                     | 1                  | 8085       | — | MPC     |
| 2015 BH311                  | 94.160°        | 20 de janeiro de 2015                   | ?                  | 39         | — | MPC     |
| 2017 OX68                   | 94.748°        | 26 de julho de 2017                     | 9 !                | 8720       | — | MPC     |
| 2014 JJ57                   | 95.924°        | 9 de maio de 2014                       | 0                  | 95710      | — | MPC     |
| 2013 HS150                  | 97.434°        | 16 de abril de 2013                     | 9 !                | 220        | — | MPC     |
| 2013 BL76                   | 98.592°        | 20 de janeiro de 2013                   | 9 !                | 46716      | Tem um semi-eixo maior de 1254 UA, dando-lhe o terceiro maior semi-eixo maior de qualquer planeta menor conhecido                                                                                 | MPC     |
| 2010 GW147                  | 99.835°        | 14 de abril de 2010                     | 0                  | 97888      | — | MPC     |
| 2011 MM4                    | 100.482°       | 24 de junho de 2011                     | 0                  | 364936     | — | MPC     |
| 2017 NM2                    | 101.295°       | 6 de julho de 2017                      | 1                  | 28014      | — | MPC     |
| 2014 XS3                    | 101.381°       | 8 de dezembro de 2014                   | 0                  | 23544      | — | MPC     |
| 2013 BN27                   | 101.828°       | 17 de janeiro de 2013                   | 9 !                | 1400       | — | MPC     |
| (528219) 2008 KV42          | 103.396°       | 31 de maio de 2008                      | 1                  | 198550     | — | MPC     |
| (342842) 2008 YB3           | 105.058°       | 18 de dezembro de 2008                  | 0                  | 1608789    | — | MPC     |
| 2016 PN66                   | 105.113°       | 14 de agosto de 2016                    | 0                  | 63879      | — | MPC     |
| 2010 GW64                   | 105.226°       | 6 de abril de 2010                      | 0                  | 9072       | — | MPC     |
| 2012 YO6                    | 106.883°       | 22 de dezembro de 2012                  | 3                  | 6674       | — | MPC     |
| 2009 DD47                   | 107.449°       | 27 de fevereiro de 2009                 | ?                  | 1584       | — | MPC     |
| 2017 UR52                   | 108.218°       | 29 de outubro de 2017                   | 9 !                | 1638       | — | MPC     |
| 2007 VW266                  | 108.328°       | 12 de novembro de 2007                  | 5                  | 2204       | — | MPC     |
| 2011 SP25                   | 109.074°       | 20 de setembro de 2011                  | 3                  | 3654       | — | MPC     |
| (471325) 2011 KT19          | 110.104°       | 31 de maio de 2011                      | 1                  | 234828     | — | MPC     |
| 2005 TJ50                   | 110.226°       | 5 de outubro de 2005                    | 5                  | 1488       | — | MPC     |
| 2011 OR17                   | 110.504°       | 21 de maio de 2010                      | 9 !                | 71808      | — | MPC     |
| 2005 VX3                    | 112.224°       | 1 de novembro de 2005                   | 9 !                | 4212       | Semi-eixo maior de 837AU, mas tem um arco de observação um tanto curto de 81 dias para uma órbita tão grande                                                                                      | MPC     |
| 2017 SV13                   | 113.243°       | 17 de setembro de 2017                  | 4                  | 2160       | — | MPC     |
| 2016 LS                     | 114.338°       | 27 de junho de 2015                     | 0                  | 26688      | — | MPC     |
| 2015 YY18                   | 118.243°       | 29 de dezembro de 2015                  | 0                  | 33454      | — | MPC     |
| 2010 OM101                  | 118.797°       | 28 de julho de 2010                     | 2                  | 3535       | — | MPC     |
| (65407) 2002 RP120          | 118.970°       | 4 de setembro de 2002                   | 0                  | 648554     | Este cruzador do planeta externo é um damocloide e SDO. | MPC     |
| 2010 PO58                   | 121.179°       | 5 de agosto de 2010                     | 8                  | 120        | — | MPC     |
| 2010 LG61                   | 123.886°       | 2 de junho de 2010                      | 7                  | 935        | — | MPC     |
| (468861) 2013 LU28          | 125.356°       | 8 de junho de 2013                      | 0                  | 238336     | — | MPC     |
| 2014 SQ339                  | 128.506°       | 29 de setembro de 2014                  | 4                  | 1334       | — | MPC     |
| 2000 DG8                    | 129.246°       | 25 de fevereiro de 2000                 | 2                  | 42408      | Um damocloide e SDO. Atravessa todos os planetas exteriores, exceto Netuno. Chegou a 0.03 UA de 1 Ceres em 1930.                                                                                  | MPC     |
| 2016 CO264                  | 129.820°       | 14 de fevereiro de 2016                 | 0                  | 23800      | — | MPC     |
| 2013 NS11                   | 130.333°       | 5 de julho de 2013                      | 0                  | 143510     | — | MPC     |
| 2005 NP82                   | 130.505°       | 6 de julho de 2005                      | 1                  | 662673     | — | MPC     |
| 2006 RG1                    | 133.437°       | 1 de setembro de 2006                   | 4                  | 750        | Tem uma órbita com um arco de dados de 25 dias | MPC     |
| 2012 YE8                    | 136.049°       | 21 de dezembro de 2012                  | 5                  | 1066       | — | MPC     |
| 2017 AX13                   | 137.204°       | 2 de janeiro de 2017                    | 3                  | 1785       | — | MPC     |
| 2009 QY6                    | 137.668°       | 17 de agosto de 2009                    | 1                  | 43990      | — | MPC     |
| 2016 TP93                   | 138.330°       | 9 de outubro de 2016                    | ?                  | 704        | — | MPC     |
| 2016 YB13                   | 139.682°       | 23 de dezembro de 2016                  | 1                  | 50718      | — | MPC     |
| 2019 EJ3                    | 139.758°       | 4 de março de 2019                      | ?                  | 576        | — | MPC     |
| 2015 AO44                   | 139.934°       | 27 de novembro de 2014                  | 0                  | 115821     | — | MPC     |
| (336756) 2010 NV1           | 140.773°       | 1 de julho de 2010                      | 0                  | 330022     | Periélio em 9.4 UA, apenas 2008 KV42 tem periélio mais distante (arco de dados de 154 dias) | MPC     |
| 2011 WS41                   | 141.645°       | 24 de novembro de 2011                  | ?                  | 108        | — | MPC     |
| 2010 OR1                    | 143.912°       | 25 de janeiro de 2010                   | 1                  | 35032      | — | MPC     |
| 2010 BK118                  | 143.914°       | 30 de janeiro de 2010                   | 9 !                | 374596     | Semi-eixo maior de 408 UA com periélio em 6.1 UA em abril de 2012 (arco de dados de 1 ano) | MPC     |
| (523797) 2016 NM56          | 144.034°       | 1 de novembro de 2012                   | 0                  | 227052     | — | MPC     |
| 2017 UW51                   | 144.203°       | 23 de outubro de 2017                   | 9 !                | 68442      | — | MPC     |
| 2010 CG55                   | 146.262°       | 15 de fevereiro de 2010                 | 0                  | 129000     | — | MPC     |
| 2012 HD2                    | 146.883°       | 18 de abril de 2012                     | 0                  | 31408      | — | MPC     |
| 2009 YS6                    | 147.767°       | 17 de dezembro de 2009                  | 0                  | 195734     | — | MPC     |
| 2016 VY17                   | 148.419°       | 5 de novembro de 2016                   | 0                  | 108624     | — | MPC     |
| 2017 QO33                   | 148.826°       | 16 de agosto de 2017                    | 1                  | 45360      | — | MPC     |
| 2006 EX52                   | 150.148°       | 5 de março de 2006                      | 0                  | 62310      | q=2.58 AU e período =274 yr | MPC     |
| 1999 LE31                   | 151.816°       | 12 de junho de 1999                     | 2                  | 905838     | Um planeta menor damocloide, cruzando Júpiter e Saturno. | MPC     |
| 2017 SN33                   | 152.044°       | 19 de setembro de 2017                  | 9 !                | 7590       | — | MPC     |
| 2018 WB1                    | 152.136°       | 19 de novembro de 2018                  | 7                  | 351        | — | MPC     |
| 2016 JK24                   | 152.326°       | 3 de março de 2016                      | 0                  | 181965     | — | MPC     |
| 2017 CW32                   | 152.438°       | 2 de fevereiro de 2017                  | 9 !                | 51500      | — | MPC     |
| 343158 Marsyas              | 154.367°       | 29 de abril de 2009                     | 0                  | 771834     | NEO que às vezes tem a maior velocidade relativa para a Terra (79 km/s) de objetos conhecidos que chegam a 0.5 UA da Terra. No entanto, a velocidade relativa a 1 UA do Sol é inferior a 72 km/s. | MPC     |
| 2013 LD16                   | 154.736°       | 6 de junho de 2013                      | 0                  | 14148      | — | MPC     |
| 2021 TH165                  | 154.924°       | 11 de outubro de 2021                   | 3                  | 2510       | Objeto transnetuniano retrógrado próximo a uma ressonância orbital de movimento médio de 3:–2 com Netuno.                                                                                         | MPC     |
| 2015 FK37                   | 155.842°       | 20 de março de 2015                     | ?                  | 748        | — | MPC     |
| 2010 EB46                   | 156.376°       | 12 de março de 2010                     | 4                  | 2460       | — | MPC     |
| 2015 XR384                  | 157.514°       | 9 de dezembro de 2015                   | 2                  | 5580       | — | MPC     |
| 2000 HE46                   | 158.535°       | 29 de abril de 2000                     | 2                  | 25960      | — | MPC     |
| 2015 XX351                  | 159.092°       | 9 de dezembro de 2015                   | 0                  | 21120      | — | MPC     |
| 2012 TL139                  | 160.027°       | 9 de outubro de 2012                    | 3                  | 900        | — | MPC     |
| 2019 CR                     | 160.341°       | 4 de fevereiro de 2019                  | 1                  | 36993      | — | MPC     |
| 20461 Dioretsa              | 160.428°       | 8 de junho de 1999                      | 0                  | 256779     | Planeta menor conhecido mais altamente inclinado de 8 de junho de 1999 a 13 de julho de 2004 | MPC     |
| 2018 DO4                    | 160.475°       | 25 de fevereiro de 2018                 | 0                  | 261726     | — | MPC     |
| 2017 JB6                    | 160.735°       | 4 de maio de 2017                       | ?                  | 6844       | — | MPC     |
| (523800) 2017 KZ31          | 161.695°       | 23 de junho de 2015                     | 0                  | 119280     | — | MPC     |
| 514107 Kaʻepaokaʻawela      | 163.022°       | 26 de novembro de 2014                  | 0                  | 74898      | Um co-orbital de Júpiter. Primeiro exemplo conhecido de um asteroide co-orbital retrógrado com qualquer um dos planetas. Pode ter origem interestelar.                                            | MPC Src |
| 2006 RJ2                    | 164.601°       | 14 de setembro de 2006                  | 5                  | 2849       | — | MPC     |
| 2006 BZ8                    | 165.311°       | 23 de janeiro de 2006                   | 0                  | 207459     | — | MPC     |
| 2004 NN8                    | 165.525°       | 13 de julho de 2004                     | 9 !                | 23944      | Chegou a 0.80 UA de Saturno em 5 de junho de 2007, o planeta menor conhecido mais inclinado de 13 de julho de 2004 a 1 de novembro de 2005                                                        | MPC     |
| (459870) 2014 AT28          | 165.558°       | 26 de novembro de 2013                  | 0                  | 186598     | — | MPC     |
| 2016 DF2                    | 167.030°       | 28 de fevereiro de 2016                 | ?                  | 26         | — | MPC     |
| (330759) 2008 SO218         | 170.324°       | 30 de setembro de 2008                  | 0                  | 1058616    | — | MPC     |
| 2014 UV114                  | 170.569°       | 26 de outubro de 2014                   | ?                  | 34         | — | MPC     |
| 2014 CW14                   | 170.764°       | 10 de fevereiro de 2014                 | 4                  | 1938       | — | MPC     |
| 2018 TL6                    | 170.919°       | 5 de outubro de 2018                    | 7                  | 270        | — | MPC     |
| 2016 EJ203                  | 170.988°       | 11 de março de 2016                     | 0                  | 18081      | — | MPC     |
| 2006 LM1                    | 172.138°       | 3 de junho de 2006                      | ?                  | 48         | Tem um arco de dados de apenas 2 dias, mas tem uma inclinação muito alta | MPC     |
| (434620) 2005 VD            | 172.872°       | 1 de novembro de 2005                   | 0                  | 228965     | Planeta menor conhecido mais altamente inclinado de 1 de novembro de 2005 a 1 de junho de 2013 | MPC     |
| 2013 LA2                    | 175.095°       | 1 de junho de 2013                      | 6                  | 1075       | Tem a maior inclinação de qualquer planeta menor conhecido | MPC     |

↑  o valor dado quando o número de observações é multiplicado pelo arco de observação; valores maiores são geralmente melhores do que valores menores, dependendo dos resíduos.

### Altamente inclinados
| Designação de planeta menor | Inclinação | Data da descoberta     | Comentário | Refs |
| --------------------------- | ---------- | ---------------------- | --- | ---- |
| 1 Ceres                     | 10.593°    | 1 de janeiro de 1801   | Planeta menor conhecido mais altamente inclinado de 1 de janeiro de 1801 a 28 de março de 1802.                                                                                                   | MPC  |
| 2 Palas                     | 34.841°    | 28 de março de 1802    | Planeta menor conhecido mais altamente inclinado de 28 de março de 1802 a 31 de outubro de 1920.                                                                                                  | MPC  |
| 944 Hidalgo                 | 42.525°    | 31 de outubro de 1920  | Planeta menor conhecido mais altamente inclinado de 31 de outubro de 1920 a 22 de maio de 1950.                                                                                                   | MPC  |
| 1373 Cincinnati             | 38.949°    | 30 de agosto de 1935   | Primeiro asteroide do cinturão principal descoberto com uma inclinação maior que 2 Palas. Asteroide do cinturão principal mais inclinado conhecido de 30 de agosto de 1935 a 14 de junho de 1980. | MPC  |
| 1580 Betulia                | 52.083°    | 22 de maio de 1950     | Planeta menor conhecido mais altamente inclinado de 22 de maio de 1950 a 4 de julho de 1973. | MPC  |
| 2938 Hopi                   | 41.436°    | 14 de junho de 1980    | Asteroide do cinturão principal conhecido mais altamente inclinado de 14 de junho de 1980 a 20 de setembro de 2000.                                                                               | MPC  |
| (5496) 1973 NA              | 67.999°    | 4 de julho de 1973     | Um asteroide Apolo, cruzador de Marte e +1 km NEO; planeta menor mais inclinado conhecido de 4 de julho de 1973 a 8 de agosto de 1999.                                                            | MPC  |
| (22653) 1998 QW2            | 45.794°    | 17 de agosto de 1998   | Asteroide do cinturão principal conhecido mais altamente inclinado de 17 de agosto de 1998 a 19 de outubro de 1998.                                                                               | MPC  |
| (88043) 2000 UE110          | 51.998°    | 29 de outubro de 2000  | Primeiro asteroide do cinturão principal descoberto e numerado com uma inclinação superior a 50°.                                                                                                 | MPC  |
| (138925) 2001 AU43          | 72.132°    | 4 de janeiro de 2001   | Um objeto cruzador de Marte e NEO. | MPC  |
| (127546) 2002 XU93          | 77.904°    | 4 de dezembro de 2002  | Um damocloide e SDO. É quase um pastor externo de Urano. | MPC  |
| (196256) 2003 EH1           | 70.790°    | 6 de março de 2003     | Um cruzador de Marte, NEO e um pastor interno de Júpiter. | MPC  |
| 1998 UQ1                    | 64.281°    | 19 de outubro de 1998  | Asteroide do cinturão principal conhecido mais altamente inclinado de 19 de outubro de 1998 a 1 de novembro de 2007.                                                                              | MPC  |
| (467372) 2004 LG            | 70.725°    | 9 de junho de 2004     | Um objeto cruzador de Mercúrio através de Marte e NEO. | MPC  |
| 2007 VR6                    | 68.659°    | 1 de novembro de 2007  | Asteroide do cinturão principal conhecido mais altamente inclinado de 1 de novembro de 2007 a 26 de setembro de 2008.                                                                             | MPC  |
| 2008 SB85                   | 74.247°    | 26 de setembro de 2008 | Asteroide do cinturão principal conhecido mais altamente inclinado de 26 de setembro de 2008 a 8 de março de 2010.                                                                                | MPC  |
| 2010 EQ169                  | 91.606°    | 8 de março de 2010     | Asteroide do cinturão principal conhecido mais altamente inclinado (a órbita não é bem conhecida).                                                                                                | MPC  |

### Troianos
- Troianos da Terra: 2010 TK7 e (614689) 2020 XL5.
- Troianos de Marte: (121514) 1999 UJ7, 5261 Eureka, (101429) 1998 VF31, (311999) 2007 NS2, (385250) 2001 DH47, 2011 SC191, 2011 UN63 e o candidato 2011 SL25.
- Troianos de Júpiter: o primeiro foi descoberto em 1906, 588 Aquiles, e o total atual é superior a 6.000.

## Visto em detalhes

### Alvos de sondas espaciais
| Nome           | Diâmetro (km) | Descoberta              | Sonda espacial | Ano(s)        | Aproximação mais próxima (km) | Aproximação mais próxima (raio de asteroides) | Notas | Pontos de referência |
| -------------- | ------------- | ----------------------- | -------------- | ------------- | ----------------------------- | --------------------------------------------- | --- | --- |
| 1 Ceres        | 952           | 1 de janeiro de 1801    | Dawn           | 2014–presente | 375                           | 0.80                                          | Dawn tirou sua primeira foto "de perto" de Ceres em dezembro de 2014 e entrou em órbita em março de 2015 | Primeiro planeta anão provavelmente visitado por uma sonda espacial, maior asteroide visitado por uma sonda espacial.                                      |
| 4 Vesta        | 529           | 29 de março de 1807     | Dawn           | 2011–2012     | 210                           | 0.76                                          | Dawn quebrou a órbita em 5 de setembro de 2012 e foi para Ceres, onde chegou em março de 2015            | Primeiro asteroide "big four" visitado por uma sonda espacial, o maior asteroide visitado por uma sonda espacial na época.                                 |
| 21 Lutetia     | 120×100×80    | 15 de novembro de 1852  | Rosetta        | 2010          | 3,162                         | 64.9                                          | Sobrevoo em 10 de julho de 2010                                                                          | Maior asteroide visitado por uma sonda espacial na época.                                                                                                  |
| 243 Ida        | 56×24×21      | 29 de setembro de 1884  | Galileo        | 1993          | 2,390                         | 152                                           | Sobrevoo; descoberta de Dactyl                                                                           | Primeiro asteroide com uma lua visitada por uma sonda espacial, o maior asteroide visitado por sonda espacial na época.                                    |
| 253 Mathilde   | 66×48×46      | 12 de novembro de 1885  | NEAR Shoemaker | 1997          | 1,212                         | 49.5                                          | Sobrevoo                                                                                                 | Maior asteroide visitado por uma sonda espacial na época.                                                                                                  |
| 433 Eros       | 13×13×33      | 13 de agosto de 1898    | NEAR Shoemaker | 1998–2001     | 0                             | 0                                             | Sobrevoo em 1998; órbita em 2000 (primeiro asteróide estudado em órbita); pouso em 2001                  | Primeiro pouso de asteroide, primeiro asteroide orbitado por uma sonda espacial, primeiro asteroide próximo à Terra (NEA) visitado por uma sonda espacial. |
| 951 Gaspra     | 18.2×10.5×8.9 | 30 de julho de 1916     | Galileo        | 1991          | 1,600                         | 262                                           | Sobrevoo                                                                                                 | Primeiro asteroide visitado por uma sonda espacial. |
| 2867 Šteins    | 4.6           | 4 de novembro de 1969   | Rosetta        | 2008          | 800                           | 302                                           | Sobrevoo                                                                                                 | Primeiro asteroide visitado pela ESA. |
| 4179 Toutatis  | 4.5×~2        | 10 de fevereiro de 1934 | Chang'e 2      | 2012          | 3,2                           | 0.70                                          | Sobrevoo                                                                                                 | Mais próximo sobrevoo de asteroide, primeiro asteroide visitado pela China.                                                                                |
| 5535 Annefrank | 4.0           | 23 de março de 1942     | Stardust       | 2002          | 3,079                         | 1230                                          | Sobrevoo                                                                                                 | |
| 9969 Braille   | 2.2×0.6       | 27 de maio de 1992      | Deep Space 1   | 1999          | 26                            | 12.7                                          | Sobrevoo; seguido de sobrevoo do Cometa Borrelly                                                         | |
| 25143 Itokawa  | 0.5×0.3×0.2   | 26 de setembro de 1998  | Hayabusa       | 2005          | 0                             | 0                                             | Pousado; amostras de poeira devolvidas à Terra                                                           | Primeiro asteroide com amostras devolvidas, menor asteroide visitado por uma sonda espacial, primeiro asteroide visitado por uma sonda espacial não-NASA.  |
| 162173 Ryugu   | 1.0           | 10 de maio de 1999      | Hayabusa2      | 2018–2019     | 0                             | 0                                             | Vários aterrissadores/rovers, retorno de amostra                                                         | Primeiros rovers em um asteroide. |
| 101955 Bennu   | 0.492         | 11 de setembro de 1999  | OSIRIS-REx     | 2018–presente | 0                             | 0                                             | Retorno de amostra                                                                                       | Menor asteroide orbitado, objeto potencialmente perigoso.                                                                                                  |

### Superfície resolvida por telescópio ou curva de luz
- 1 Ceres
- 2 Palas
- 3 Juno
- 4 Vesta
- 5 Astreia
- 6 Hebe
- 7 Íris
- 8 Flora
- 9 Métis
- 10 Hígia
- Família Corônis
- 12 Vitória
- 13 Egéria
- 14 Irene
- 15 Eunômia
- 16 Psique
- 18 Melpomene
- 26 Proserpina
- 29 Anfitrite
- 35 Leucoteia
- 37 Fides
- 51 Nemausa
- 52 Europa
- 65 Cibele
- 87 Sílvia
- 89 Julia
- 121 Hermione
- 130 Electra
- 201 Penelope
- 216 Cleópatra
- 324 Bamberga
- 511 Davida
- 925 Alphonsina
- 1140 Crimea
- 9969 Braille
- (33342) 1998 WT24
- 66391 Moshup
- (136617) 1994 CC
- (285263) 1998 QE2
- (357439) 2004 BL86

### Sistemas múltiplos resolvidos por telescópio
- 90 Antíope

### Atividade tipo cometa
- 2006 VW139
- P/2013 P5

### Desintegração
- 6478 Gault
- P/2013 R3

## Linha do tempo

### Asteroides marcantes
| Nome              | Diâmetro (km) | Descoberta              | Comentário |
| ----------------- | ------------- | ----------------------- | --- |
| 1 Ceres           | 939           | 1 de janeiro de 1801    | Primeiro asteroide descoberto. |
| 5 Astreia         | 117           | 8 de dezembro de 1845   | Primeiro asteroide descoberto após quatro originais (38 anos depois). |
| 20 Massalia       | 136           | 19 de setembro de 1852  | Primeiro asteroide com o nome de cidade. |
| 45 Eugenia        | 202           | 27 de junho de 1857     | Primeiro asteroide com nome de pessoa viva (Eugénia de Montijo). |
| 87 Sílvia         | 261           | 16 de maio de 1866      | Primeiro asteroide conhecido por ter mais de uma lua (determinado em 2005). |
| 90 Antíope        | 80×80         | 1 de outubro de 1866    | Asteroide duplo com dois componentes quase iguais; sua dupla natureza foi descoberta usando óptica adaptativa em 2000.                                                                                     |
| 92 Undina         | 126           | 7 de julho de 1867      | Criado em uma das maiores colisões de asteroides contra asteroides dos últimos 100 milhões de anos. |
| 216 Cleópatra     | 217×94        | 10 de abril de 1880     | Asteroide metálico com forma de "osso de presunto" e 2 satélites |
| 243 Ida           | 56×24×21      | 29 de setembro de 1884  | Primeiro asteroide conhecido por ter uma lua (determinado em 1994). |
| 243 Ida I Dactyl  | 1.4           | 17 de fevereiro de 1994 | Lua de 243 Ida, primeiro satélite confirmado de um asteroide. |
| 279 Thule         | 127           | 25 de outubro de 1888   | Órbitas na borda mais externa do cinturão de asteroides em uma ressonância orbital 3:4 com Júpiter. |
| 288 Glauke        | 32            | 20 de fevereiro de 1890 | Período de rotação excepcionalmente lento de cerca de 1200 horas (2 meses). |
| 323 Brucia        | 36            | 22 de dezembro de 1891  | Primeiro asteroide descoberto por meio de astrofotografia em vez de observação visual. |
| 433 Eros          | 13×13×33      | 13 de agosto de 1898    | Primeiro asteroide próximo da Terra descoberto e o segundo maior; primeiro asteroide a ser detectado por radar.                                                                                            |
| 482 Petrina       | 23.3          | 3 de março de 1902      | Primeiro asteroide com nome de cachorro. |
| 490 Veritas       | 115           | 3 de setembro de 1902   | Criado em uma das maiores colisões de asteroides contra asteroides dos últimos 100 milhões de anos. |
| 588 Aquiles       | 135.5         | 22 de fevereiro de 1906 | Descoberto o primeiro troiano de Júpiter. |
| 624 Hektor        | 370×195       | 10 de fevereiro de 1907 | Descoberto o maior troiano de Júpiter. |
| 719 Albert        | 2.4           | 3 de outubro de 1911    | Último asteroide numerado a ser perdido e recuperado. |
| 935 Clivia        | 6.4           | 7 de setembro de 1920   | Primeiro asteroide com nome de flor. |
| 1090 Sumida       | 13            | 20 de fevereiro de 1928 | Asteroide de menor número sem entrada da Wikipédia em inglês. |
| 1125 China        | 27            | 30 de outubro de 1957   | Primeira descoberta de asteroide a ser creditada a uma instituição e não a uma pessoa. |
| 1566 Icarus       | 1.4           | 27 de junho de 1949     | Descoberto o primeiro cruzador de Mercúrio. |
| 1902 Shaposhnikov | 97            | 18 de abril de 1972     | Descoberto asteroide com mais de 100 km de diâmetro. |
| 2309 Mr. Spock    | 21.3          | 16 de agosto de 1971    | Primeiro asteroide com nome de gato. |
| 3200 Phaethon     | 5             | 11 de outubro de 1983   | Primeiro asteroide descoberto do espaço; fonte da chuva de meteoros Gemínidas. |
| 3753 Cruithne     | 5             | 10 de outubro de 1986   | Órbita incomum associada à Terra. |
| 4179 Toutatis     | 4.5×2.4×1.9   | 4 de janeiro de 1989    | Aproximou-se da Terra em 29 de setembro de 2004. |
| 4769 Castalia     | 1.8×0.8       | 9 de agosto de 1989     | Primeiro asteroide a ser fotografado por radar com detalhes suficientes para modelagem 3D. |
| 5261 Eureka       | ~2–4          | 20 de junho de 1990     | Primeiro troiano de Marte (ponto Lagrangiano L5) descoberto. |
| 11885 Summanus    | 1.3           | 25 de setembro de 1990  | Primeira descoberta automatizada de um objeto próximo da Terra (NEO). |
| (29075) 1950 DA   | 1.1           | 23 de fevereiro de 1950 | Aproximar-se-á muito da Terra em 2880, colisão improvável (1 em 8.300 ou 0,012%) |
| 69230 Hermes      | 0.3           | 28 de outubro de 1937   | Nomeado, mas não numerado até sua recuperação em 2003 (65 anos depois). |
| 99942 Apófis      | 0.3           | 19 de junho de 2004     | Primeiro asteroide a ter uma classificação superior a um na Escala de Turim (foi classificado em 2, depois em 4; agora caiu para 0). Anteriormente mais conhecido pela sua designação provisória 2004 MN4. |
| (433953) 1997 XR2 | 0.23          | 4 de dezembro de 1997   | Primeiro asteroide a ter uma classificação superior a zero na Escala de Turim de risco de impacto (foi classificado em 1; agora em 0).                                                                     |
| 1998 KY26         | 0.030         | 2 de junho de 1998      | Aproximado dentro de 800.000 km da Terra. |
| 2002 AA29         | 0.1           | 9 de janeiro de 2002    | Órbita incomum associada à Terra. |
| 2004 FH           | 0.030         | 15 de março de 2004     | Descoberto antes de se aproximar a 43.000 km da Terra em 18 de março de 2004. |
| 2008 TC3          | ~0.003        | 6 de outubro de 2008    | Primeiro impactor da Terra a ser visto antes do impacto (em 7 de outubro de 2008). |
| 2010 TK7          | ~0.3          | 1 de outubro de 2010    | Primeiro troiano da Terra a ser descoberto. |
| 2014 RC           | ~0.017        | 1 de setembro de 2014   | Asteroide com rotação mais rápida: 16,2 segundos. |

### Planetas menores numerados que também são cometas
| Nome                   | Nome cometário          | Comentários |
| ---------------------- | ----------------------- | --- |
| 2060 Quíron            | 95P/Quíron              | Primeiro centauro descoberto em 1977, posteriormente identificado por exibir comportamento cometário. Também um dos dois planetas menores conhecidos por ter um sistema de anéis. |
| 4015 Wilson–Harrington | 107P/Wilson–Harrington  | Em 1992, percebeu-se que a órbita do asteróide 1979 VA combinava com as posições do cometa perdido Wilson-Harrington (1949 III).                                                  |
| 7968 Elst–Pizarro      | 133P/Elst–Pizarro       | Descoberto em 1996 como um cometa, mas orbitalmente combinado com o asteroide 1979 OW7.                                                                                           |
| 60558 Equeclo          | 174P/Equeclo            | Centauro descoberto em 2000, designação de cometa atribuída em 2006. |
| 118401 LINEAR          | 176P/LINEAR (LINEAR 52) | Asteroide-cometa do cinturão principal descoberto com coma em 26 de novembro de 2005.                                                                                             |

A tabela acima lista apenas asteroides numerados que também são cometas. Observe que existem vários casos em que planetas menores não numerados acabaram sendo um cometa, por exemplo C/2001 OG108 (LONEOS), que foi designado provisoriamente 2001 OG108.

### Planetas menores que foram mal nomeados e renomeados
Em épocas anteriores, antes que as regras modernas de numeração e nomenclatura estivessem em vigor, os asteroides às vezes recebiam números e nomes antes que suas órbitas fossem conhecidas com precisão. E, em alguns casos, nomes duplicados foram dados ao mesmo objeto (com o uso moderno de computadores para calcular e comparar órbitas com antigas posições registradas, esse tipo de erro não ocorre mais). Isso levou a alguns casos em que os asteroides tiveram que ser renomeados.
| Nome do planeta menor           | Descrição |
| ------------------------------- | --- |
| 330 Adalberta                   | Um objeto descoberto em 18 de março de 1892, por Max Wolf com designação provisória "1892 X" foi nomeado 330 Adalberta, mas foi perdido e nunca recuperado. Em 1982 foi determinado que as observações que levaram à designação de 1892 X eram estrelas, e o objeto nunca existiu. O nome e número de 330 Adalberta foi então reutilizado para outro asteroide descoberto por Max Wolf em 2 de fevereiro de 1910, que tinha a designação provisória A910 CB. |
| 525 Adelaide e 1171 Rusthawelia | O objeto A904 EB descoberto em 14 de março de 1904 por Max Wolf foi nomeado 525 Adelaide e posteriormente foi perdido. Mais tarde, o objeto 1930 TA descoberto em 3 de outubro de 1930 por Sylvain Arend foi nomeado 1171 Rusthawelia. Naqueles dias pré-computador, não se percebeu até 1958 que estes eram um e o mesmo objeto. O nome Rusthawelia foi mantido (e a descoberta creditada a Arend); o nome 525 Adelaide foi reutilizado para o objeto 1908 EKa descoberto em 21 de outubro de 1908, por Joel Hastings Metcalf. |
| 715 Transvaalia e 933 Susi      | O objeto 1911 LX descoberto em 22 de abril de 1911 por Harry Edwin Wood foi nomeado 715 Transvaalia. Em 23 de abril de 1920, o objeto 1920 GZ foi descoberto e nomeado 933 Susi. Em 1928 percebeu-se que estes eram um e o mesmo objeto. O nome Transvaalia foi mantido, e o nome e número 933 Susi foi reutilizado para o objeto 1927 CH descoberto em 10 de fevereiro de 1927 por Karl Reinmuth. |
| 864 Aase e 1078 Mentha          | O objeto A917 CB descoberto em 13 de fevereiro de 1917 por Max Wolf foi nomeado 864 Aase, e o objeto 1926 XB descoberto em 7 de dezembro de 1926 por Karl Reinmuth foi nomeado 1078 Mentha. Em 1958 descobriu-se que estes eram um e o mesmo objeto. Em 1974, isso foi resolvido mantendo o nome 1078 Mentha e reutilizando o nome e o número 864 Aase para o objeto 1921 KE, descoberto em 30 de setembro de 1921 por Karl Reinmuth. |
| 1095 Tulipa e 1449 Virtanen     | O objeto 1928 DC descoberto em 24 de fevereiro de 1928 por Karl Reinmuth foi nomeado 1095 Tulipa, e o objeto 1938 DO descoberto em 20 de fevereiro de 1938 por Yrjö Väisälä foi nomeado 1449 Virtanen. Em 1966, descobriu-se que estes eram um e o mesmo objeto. O nome 1449 Virtanen foi mantido e o nome e número 1095 Tulipa foi reutilizado para o objeto 1926 GS descoberto em 14 de abril de 1926, por Karl Reinmuth. |
| 1125 China e 3789 Zhongguo      | O objeto 1928 UF descoberto em 25 de outubro de 1928, por Zhang Yuzhe (Y. C. Chang) foi nomeado 1125 China, e mais tarde foi perdido. Mais tarde, o objeto 1957 UN1 foi descoberto em 30 de outubro de 1957, no Observatório da Montanha Púrpura e inicialmente foi incorretamente acreditado ser a redescoberta do objeto 1928 UF. O nome e o número 1125 China foram então reutilizados para o objeto 1957 UN1, e 1928 UF permaneceu perdido. Em 1986, o objeto 1986 QK1 foi descoberto e provou ser a verdadeira redescoberta de 1928 UF. Este objeto recebeu o novo número e nome 3789 Zhongguo. Nota Zhongguo é a palavra chinesa em mandarim para "China", na transliteração pinyin. |
| Asteroide 1317 e 787 Moskva     | O objeto 1914 UQ descoberto em 20 de abril de 1914 por Grigory Nikolaevich Neujmin foi nomeado 787 Moskva (e mantém esse nome até hoje). O objeto 1934 FD descoberto em 19 de março de 1934 por Cyril Jackson recebeu o número de sequência 1317. Em 1938, G. N. Neujmin descobriu que o asteroide 1317 e 787 Moskva eram um e o mesmo objeto. O número de sequência 1317 foi posteriormente reutilizado para o objeto 1935 RC descoberto em 1 de setembro de 1935, por Karl Reinmuth; esse objeto é agora conhecido como 1317 Silvretta. |

### Nomes marcantes
Os asteroides foram originalmente nomeados em homenagem a figuras mitológicas femininas. Com o tempo as regras foram se afrouxando.
Primeiro asteroide com nome não clássico e não latinizado: 64 Angelina (em homenagem a uma estação de pesquisa).
Primeiro asteroide com nome não feminino: 139 Juewa (ambíguo) ou 141 Lumen.
Primeiro asteroide com nome de homem não feminizado: 903 Nealley
Asteroide sem nome de menor número (a partir de 2021): (4596) 1981 QB

### Números marcantes
Muitos números marcantes tinham nomes especialmente escolhidos para asteroides, e houve algum debate sobre se Plutão deveria ter recebido o número 10000, por exemplo. Esta lista inclui alguns não asteroides.
Potências de 10x1
- 1 Ceres
- 10 Hígia
- 100 Hekate
- 1000 Piazzia
- 10000 Myriostos
- 100000 Astronautica

Potências de 10x2
- 2 Pallas
- 20 Massalia
- 200 Dynamene
- 2000 Herschel
- 20000 Varuna (objeto do Cinturão de Kuiper)
- 200000 Danielparrott

Potências de 10x3
- 3 Juno
- 30 Urânia
- 300 Geraldina
- 3000 Leonardo
- 30000 Camenzind
- (300000) 2006 UW30

Potências de 10x4
- 4 Vesta
- 40 Harmonia
- 400 Ducrosa
- 4000 Hipparchus
- (40000) 1998 HZ87
- (400000) 2006 DK190

Potências de 10x5
- 5 Astreia
- 50 Virgínia
- 500 Selinur
- 5000 IAU
- 50000 Quaoar (objeto do cinturão de Kuiper)
- (500000) 2011 PM6

Potências de 10x6
- 6 Hebe
- 60 Echo
- 600 Musa
- 6000 United Nations
- 60000 Miminko
- (600000) 2011 EG29

Potências de 10x7
- 7 Íris
- 70 Panopaea
- 700 Auravictrix
- 7000 Curie
- (70000) 1998 XX6

Potências de 10x8
- 8 Flora
- 80 Sappho
- 800 Kressmannia
- 8000 Isaac Newton
- (80000) 1999 FR33

Potências de 10x9
- 9 Métis
- 90 Antíope
- 900 Rosalinde
- 9000 Hal
- 90000 2002 TK102

1 repetido
- 11 Partenope
- 111 Ate
- 1111 Reinmuthia
- 11111 Repunit
- (111111) 2001 VO84

2 repetido
- 22 Calíope
- 222 Lucia
- 2222 Lermontov
- 22222 Hodios
- (222222) 2000 FK15

3 repetido
- 33 Polyhymnia
- 333 Badenia
- 3333 Schaber
- (33333) 1998 SP66
- (333333) 2001 RC3

4 repetido
- 44 Nisa
- 444 Gyptis
- 4444 Escher
- (44444) 1998 UZ19
- (444444) 2006 CL67

5 repetido
- 55 Pandora
- 555 Norma
- 5555 Wimberly
- 55555 DNA
- (555555) 2014 AG4

6 repetido
- 66 Maja
- 666 Desdemona
- 6666 Frö
- (66666) 1999 TL9

7 repetido
- 77 Frigga
- 777 Gutemberga
- 7777 Consadole
- (77777) 2001 QW16

8 repetido
- 88 Tisbe
- 888 Parysatis
- 8888 Tartaglia
- (88888) 2001 SE288

9 repetido
- 99 Dice
- 999 Zachia
- 9999 Wiles
- (99999) 1981 FP

## Livros
- Dictionary of Minor Planet Names, 5th ed.: Prepared on Behalf of Commission 20 Under the Auspices of the International Astronomical Union, Lutz D. Schmadel, ISBN 3-540-00238-3